# Maria (1975)
Maria är en svensk film från 1975 i regi av Mats Arehn. I rollerna ses bland andra Lis Nilheim, Thomas Hellberg och Ulf Hasseltorp. Filmen var Arehns debut som långfilmsregissör.

## Om filmen
Inspelningen av Maria ägde rum mellan den 30 augusti och 6 december 1974 i Stockholm (bland annat på Karlaplan och Långholmen). Filmens förlaga var ungdomsromanerna I stället för en pappa och Hur blir det sen då? av Kerstin Thorvall, vilka omarbetades till filmmanus av Arehn, Ingemar Ejve och Bertil Köhler. Producent var Ejve, kompositör Kjell Andersson och fotograf Lasse Björne. Filmen klipptes ihop av Ejve och premiärvisades den 14 maj 1975 på Filmfestivalen i Cannes. Sverigepremiär hade den 6 juni samma år på biograferna Vågen i Luleå och Röda kvarn i Piteå. Den är 100 minuter lång och i färg.
Filmen tilldelades flera priser. Arehn och Ejve fick Chaplin-priset 1975 för bästa regi och Nilheim mottog en Guldbagge 1976 för bästa kvinnliga huvudroll. Filmen rekommenderades även vid International Inter-Church Film Center 1975.

## Handling
Maria och Leif har en relation. Maria har sedan tidigare sonen Magnus. Leif har ett förflutet som bankrånare och gör senare en ny stöt och åker in i fängelse på nytt. Han uppmanar Maria att glömma honom och Maria inleder senare en relation med Rikard. Leif rymmer från fängelset men grips till slut av polis och han uppmanar på nytt Maria att glömma honom. Rikard, Maria och Magnus går tillsammans mot Rikards bil.

## Rollista
- Lis Nilheim – Maria Widén, damfrisör
- Thomas Hellberg – Leif Johansson
- Ulf Hasseltorp – Magnus, Marias son
- Janne Carlsson – Rikard
- Peter Malmsjö – Kenta, Magnus skolkamrat
- Viveca Dahlén – Sylvia, damfrisörska
- Sif Ruud – Karin Johansson, Marias mamma
- Karl Erik Flens – Kurt Johansson, Marias pappa
- Helge Skoog – fotoaffärsexpedit
- Olof Bergström – Brandt, Leifs övervakare
- Eddie Axberg – yngling som arresteras
- Siv Ericks – kvinna med pudel
- Gun Falck – Maggan, frisörsalongsföreståndare
- Palle Granditsky – civilpolis
- Olle Leth – civilpolis
- Inga Grönlund	– övervakarens fru
- Sten Hedman – fången i slagsmålet
- Ove Kant – fångvaktare
- Lasse Lundgren – fångvaktare
- Jan Kreigsman – polis
- Gert Nyman – lodis i parken
- Gunnar Schyman – fyllo
- Steve Jansson – lärare
- Chris Wahlström – Kentas mammas röst
- Stig Grybe – ornitologens röst i den tecknade filmen[1]

### Fotnoter
1. 1 2 3 4 5  ”Maria”. Svensk Filmdatabas. http://sfi.se/sv/svensk-filmdatabas/Item/?itemid=4960&type=MOVIE&iv=Basic&ref=/templates/SwedishFilmSearchResult.aspx?id%3d1225%26epslanguage%3dsv%26searchword%3dmaria%26type%3dMovieTitle%26match%3dIdentical%26page%3d1%26prom%3dFalse. Läst 1 maj 2013.